# Cognac-la-Forêt
Cognac-la-Forêt è un comune francese di 1 096 abitanti situato nel dipartimento dell'Alta Vienne nella regione della Nuova Aquitania.

## Società

### Evoluzione demografica
Abitanti censiti